# Niphona proxima
Niphona proxima là một loài bọ cánh cứng trong họ Cerambycidae.